# Pilsach
Pilsach è un comune tedesco di 2 651 abitanti, situato nel land della Baviera.